# Хойл, Линдси
Сэр Линдси Харви Хойл (неверное написание Линдсей, англ. Sir Lindsay Harvey Hoyle; род. 10 июня 1957) — британский политик, спикер палаты общин. Занял пост 4 ноября 2019 года после отставки Джона Беркоу. До избрания на должность спикера был членом Лейбористской партии и членом палаты общин от округа Чорли.
В качестве депутата палаты общин от Лейбористской партии Хойл занимал пост заместителя спикера Джона Беркоу с 2010 по 2019 год, был избран спикером 4 ноября 2019 года. Хойл был единогласно переизбран через пять дней после парламентских выборов 2019 года.

## Детство и молодость
Сын бывшего члена парламента от Лейбористской партии Дугласа Хойла, барона Хойла (родился 17 февраля 1930 г.) и Полины Спенсер (умерла в 1991 г.). Родился, вырос и окончил начальную школу в Адлингтоне, Ланкашир. Окончил Колледж лордов в Болтоне. До избрания в качестве члена парламента руководил собственным бизнесом по производству текстиля и трафаретной печати.

## Политическая карьера

### Член администрации округа Чорли
На местных выборах 1980 года в Соединённом Королевстве Линдси Хойл был избран членом администрации местного самоуправления района (округа) Чорли от гражданского округа (города) Адлингтон, победив выдвинутого консерваторами кандидата. Переизбирался четыре раза. Будучи избранным членом палаты общин от Чорли в 1997 году, ушёл из местной администрации.

### Член парламента
В феврале 1996 года Хойл был избран кандидатом от Лейбористской партии в избирательный округ Чорли на парламентских выборах 1997 года. Победил на выборах с большинством в 9 870 человек, став первым за восемнадцать лет депутатом-лейбористом от Чорли.
Через несколько дней после гибели принцессы Дианы в августе 1997 года Хойл вместе с несколькими депутатами попросил построить новую детскую больницу в качестве памятника ей. Несколько дней спустя Хойл написал оператору аэропортов Heathrow Airport Holdings и операторам лондонского аэропорта Хитроу, призывая их сменить название на «Диана, аэропорт принцессы Уэльской». Оба предложение были отклонены.
Хойл был членом Комитета по торговле и промышленности (англ. Trade and Industry Committee) (позже — Делового комитета, англ. Business, Energy and Industrial Strategy Committee) с 1998 по 2010 год и членом Европейского исследовательского комитета (англ. European Scrutiny Committee) с 2005 по 2010 год. Является председателем Всепартийной группы Гибралтара в парламенте и заместителем председателя Всепартийной группы Британских Виргинских островов.
Хойл конфликтовал с тогдашним премьер-министром Тони Блэром по таким вопросам, как Гибралтар и плата за обучение. Относительно конфликтов с Блэром Хойл говорил: «Я не против Тони; он сделал нас избранными [привёл лейбористов к победе на парламентских выборах] и выиграл три раза. Но есть принципы и обещания, которые вы не нарушаете». Хойл — один из немногих членов парламента, который отказался говорить, как он голосовал по Brexit.
Хойл был посвящён в рыцари-бакалавры Елизаветой II в декабре 2017 года в ходе новогодних наград 2018 года.

### Первый заместитель спикера
8 июня 2010 года Хойл был избран председателем комитета путей и средств, первым заместителем спикера палаты общин . Впервые пост был избран голосованием депутатов, а не по воле лидера палаты общин.
В феврале 2017 года Хойл отчитал парламентариев от Шотландской национальной партии за то, что они исполняли гимн Европейского союза во время голосования по законопроекту о Brexit, заявив, что не хочет, чтобы парламент превратился в хоровое состязание. В ту же ночь у него произошла стычка с бывшим первым министром Шотландии Алексом Салмондом в ходе жаркого спора о том, не прервал ли он депутата от Шотландской национальной партии во время выступления.
В марте 2017 года Хойл призвал социальные сети принять более решительные меры по пресечению пользователей, опубликовавших оскорбительные публикации, утверждая, что это препятствует женщинам еврейской национальности и мусульманским женщинам стать депутатами.
Хойл сидел в кресле спикера во время теракта на Вестминстерском мосту 22 марта 2017 года и последующей приостановки работы парламента и изоляции Вестминстерского дворца вместе с депутатами.

### Спикер палаты общин
4 ноября 2019 года проходили выборы спикера палаты общин, в которых участвовал и Хойл. В дни, предшествовавшие выборам, СМИ неизменно рассматривали Хойла как будущего спикера. Хойл одержал значительную победу в первом, втором и третьем турах голосования на выборах, но не достиг необходимых 50% для победы.
Вскоре после 20:20 по Гринвичу Хойл был избран спикером в четвёртом туре выборов, победив другого лейбориста — Криса Брайанта, — и получив 325 голосов депутатов из 540. Затем получил королевскую санкцию на назначение спикером палаты общин в палате лордов. В соответствии с конвенцией, после победы на выборах Хойл аннулировал своё членство в Лейбористской партии.
В своей приветственной речи Хойл заявил, что «эта палата изменится, изменится к лучшему», что он будет справедливым спикером. Он также пообещал, что будет с серьёзностью относится к благосостоянию парламентариев палаты общин. Хойл был единогласно переизбран после всеобщих парламентских выборов 2019 года.

## Награды
- Рыцарь-бакалавр (2017 год)[17]
- Орден князя Ярослава Мудрого II степени (31 марта 2025 года, Украина) — за весомый личный вклад в укрепление межгосударственного сотрудничества, поддержку государственного суверенитета и территориальной целостности Украины[25]

## Личная жизнь
Хойл проживает в Адлингтоне, Ланкашир. Как спикер палаты общин имеет официальную резиденцию — палату спикера (англ. Speaker's House), — в северо-восточной части Вестминстерского дворца, используемую для официальных мероприятий. В палате спикера есть четырёхкомнатные частные апартаменты вверху здания.
Хойл был дважды женат, имеет двух детей. Состоял в браке в 1974—1982 гг. с Линдой Энн Фаулер (англ. Lynda Anne Fowler); в июне 1993 года Хойл женился на Кэтрин Суиндли (англ. Catherine Swindley). Эмма (англ. Emma), — старшая дочь Хойла, — работала в его избирательном округе, где представляла лейбористов в городском совете Чорли.
У Хойла и окружного советника Молдона (англ. Maldon) от Консервативной партии Мириам Льюис (англ. Miriam Lewis) была дочь Натали Льюис-Хойл (англ. Natalie Lewis-Hoyle), внезапно умершая в декабре 2017 года в возрасте 28 лет.
Вдали от политики Хойл является болельщиком команды местной футбольной Лиги "Болтон Уондерерс" (англ. Bolton Wanderers) и команды регбийной лиги "Уоррингтон Вулвз" (англ. Warrington Wolves).
Хойл раскрыл незадолго до парламентских выборов 2019 года информацию о том, что у него был диагностирован сахарный диабет 1-го типа.